# Haarwortel

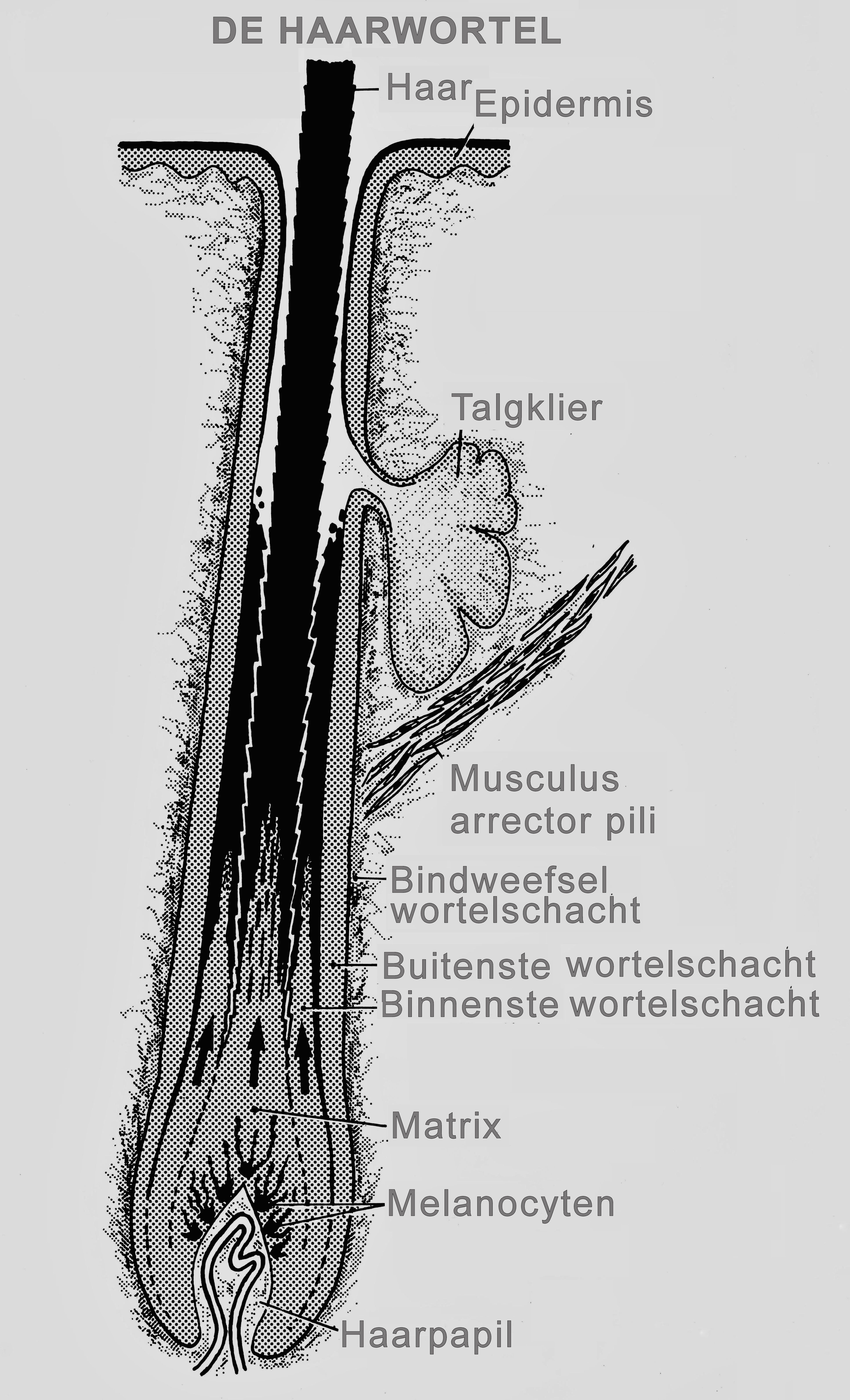
Haarwortel

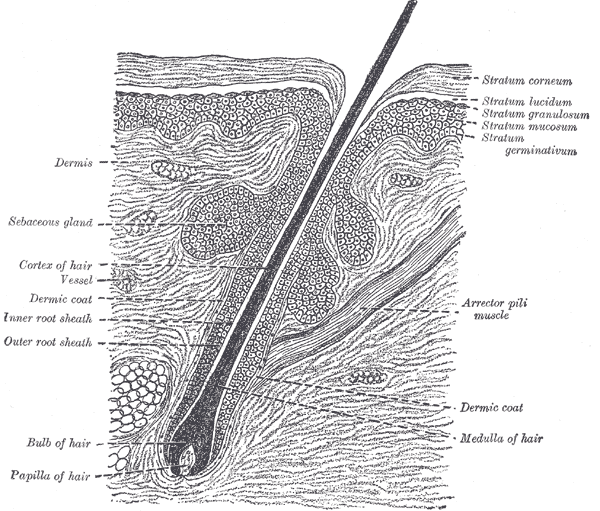
Deel van de huid met de epidermis en dermis; een haar met het haarzakje; de musculus arrector pili; talgklieren.

De haarwortel of de radix pili is de basis van een haar bij zoogdieren. De haarwortel eindigt in een haarpapil die witter en zachter is dan de schacht.
De haarpapil met zenuw en verzorgende bloedvaatjes zit in het haarzakje van de epidermis van de huid. De lagen van de haarpapil bestaan uit vezelig verbindingsweefsel, buitenste wortelschacht, binnenste wortelschacht bestaande uit het stratum externum (laag van Henle) en het stratum internum (laag van Huxley), de cuticula, haarschors (cortex) en medulla (binnenste laag van de wortelschacht) van de haar. In de haarpapil zitten talrijke melanocyten, die hun pigment, het melanine, aan de groeiende haar afgeven. De haarschacht wordt gevormd door keratinerijke verhoornde cellen (trichocyten).
De laag van Henle is de derde laag van de binnenste wortelschacht en bestaat uit een enkele laag kubusachtige cellen met duidelijk afgeplatte kernen. De laag is vernoemd naar de Duitse arts, patholoog en anatoom Friedrich Gustav Jakob Henle.
De laag van Huxley is de tweede laag van de binnenste wortelschacht en bestaat uit een of twee lagen verhoornde platte cellen, die ook een kern hebben.
De groei van een haar begint met de vorming van een haarwortel in de anagene fase.

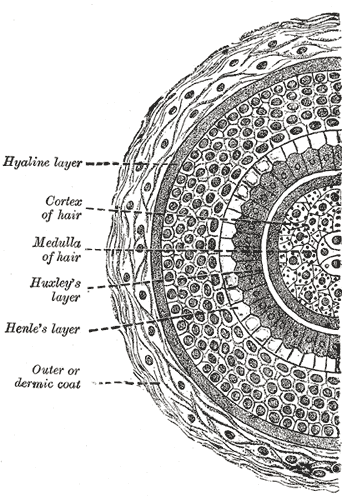
Transverse doorsnede van een haarzakje